# Тијана Богићевић
Тијана Богићевић (Нови Сад, 1. новембар 1981) српска је поп и соул певачица. Представљала је Србију на Песми Евровизије 2017.

## Каријера
Још од раног детињства, Тијана је показивала изузетну склоност ка музици, касније је одредивши као свој животни пут. Као дете је певала на школским приредбама, а док је похађала средњу школу, била је члан хип хоп и денс групе Chess, са којом је снимила неколико демо песама. Почетком своје професионалне музичке каријере сматра 2001. годину, када је упознала Владу Георгиева и почела да наступа са његовим бендом као пратећи вокал. Паралелно са тим ангажманом, оснива алтернативни бенд Shanene, који је убрзо постао један од водећих на клупској сцени. Од 2001. године, сарађивала је са бројним познатим музичарима и извођачима на домаћој музичкој и јавној сцени као пратећи вокал за потребе снимања студијских албума. Тренутно живи и ради у Бостону, САД.
Њено прво учешће као самосталног солисте био је на Беовизији 2009, када се представила са еуропоп песмом Пази шта радиш. У полуфиналној вечери, од 20 песама, заузела је 17. место и није се пласирала у финалну селекцију. Шансу да ступи на евровизијску сцену стекла је као пратећи вокал Данице Радојчић-Нине на Песми Евровизије 2011.
Дана 27. фебруара 2017, уредници Музичке редакције РТС-а донели су одлуку да ће Тијана представљати Србију на Песми Евровизије 2017. у Кијеву (Украјина) са песмом „In Too Deep”.
У другој полуфиналној сцени Евровизије Тијана Богићевић није успела да се квалификује у финале Евровизије.
Објавила је други албум Близу 14. јуна 2022. На свом јутјуб каналу представила је и Live! Session албума, на ком је поред песама са другог албума отпевала и песму Храм, са гостом Дамиром Кеџом,
Њена песма Крила од дима била је победник Београдског пролећа 2023, за њу је снимила музички спот објављен 2.маја 2023. године.

## Дискографија
Албуми
- Чудо (2018)
- Близу (2022)

Синглови
| Назив                              | Година | Албум                    |
| ---------------------------------- | ------ | ------------------------ |
| Пази шта радиш                     | 2009   | Није ни на једном албуму |
| Тражим                             | 2011   | Чудо                     |
| Када си ту                         | 2012   | Није ни на једном албуму |
| Чудо                               | 2013   | Чудо                     |
| Палим се на тебе (са Фламингосима) | 2013   | Није ни на једном албуму |
| Тијанина                           | 2014   | Чудо                     |
| Страдам                            | 2014   | Чудо                     |
| Сам од сутра                       | 2014   | Чудо                     |
| Још једном (са Алексом Јелићем)    | 2014   | Није ни на једном албуму |
| Некако никако                      | 2015   | Чудо                     |
| In Too Deep/Твоја                  | 2017   | Чудо                     |
| Ти имаш право                      | 2017   | Чудо                     |
| Безусловно                         | 2017   | Чудо                     |
| Додирни ме (Звезде певају звезде)  | 2018   | Није ни на једном албуму |
| Стоти дан                          | 2018   | Чудо                     |
| Хајде онда ништа                   | 2018   | Чудо                     |
| Само не ћути                       | 2018   | Чудо                     |
| У реду                             | 2018   | Чудо                     |
| Ширина (са Саром Милутиновић)      | 2019   | Није ни на једном албуму |
| Јавна тајна                        | 2020   | Није ни на једном албуму |
| Храм (са Дамиром Кеџом)            | 2021   | Није ни на једном албуму |
| Крила од дима                      | 2023   | Није ни на једном албуму |

## Фестивали
Беовизија:
- Пази шта радиш, 2009

Радијски фестивал, Србија:
- Тражим, 2010

Евросонг:
- In too deep, 2017

Београдско пролеће:
- Крила од дима, награда Удружења композитора Србије за најкомплекснију композицију и прва награда публике, победничка песма, 2023
- Тужибаба (Дечје београдско пролеће), 2024